# Earlene Brownová
Earlene Brownová, rozená Dennisová (11. července 1935 Latexo – 21. května 1983 Compton) byla americká reprezentantka v lehké atletice, věnující se vrhu koulí a hodu diskem. Její osobní rekordy byly 16,69 m v kouli a 53,91 m v disku.
Narodila se v Texasu, její otec byl hráčem baseballu. Vyrůstala pouze s matkou, od roku 1938 žily v Kalifornii. Pracovala u policie a v salónu krásy, připravovala se v klubu Spartan Women's Athletic Club. Osmkrát vyhrála americké mistrovství Amateur Athletic Union ve vrhu koulí a třikrát v hodu diskem. Startovala na třech olympijských hrách: v roce 1956 byla čtvrtá v hodu diskem a šestá ve vrhu koulí, v roce 1960 získala mezi koulařkami bronzovou medaili a mezi diskařkami byla šestá, v roce 1964 obsadila dvanácté místo ve vrhu koulí. Vyhrála také kouli i disk na Panamerických hrách 1959, jako první Američanka překonala ve vrhu koulí hranici padesáti stop. Po ukončení atletické kariéry v roce 1965 se úspěšně věnovala roller derby pod přezdívkou „Brown Bomber“. Posmrtně byla uvedena do National Track and Field Hall of Fame.